# 中央区立日本橋中学校
中央区立日本橋中学校（ちゅうおうくりつ にほんばしちゅうがっこう）は、東京都中央区東日本橋一丁目に所在する区立中学校。

## 概要
学区域については日本橋地域全域。地元からの生徒より学区外からの越境通学で通う割合が多い。中央区立の中学校4校の中で敷地面積が最も狭いため、運動会や球技大会などの屋外行事は近隣のグラウンド（浜町公園等）で行われる。
部活動においては吹奏楽部が有名で、大会で高成績を収めており、吹奏楽コンクール・アンサンブルコンテストで最優秀賞・金賞等の結果を残している。日本マーチングバンド＆バトントワリング協会の全国大会では通算10回、編成別最優秀賞を受賞している。また近年ではダブルダッチ部が世界大会で高成績を収めるなどして活躍している。

## 歴史
現学校そのものの歴史は昭和中期からの始まりだが、教育施設としての現地利用の歴史は明治に遡れる程長い。
現在の日本橋中学校は、明治に入りに薬研堀を埋め立てた土地を多く利用し、日本橋区馬喰町より火災焼失した『第一大学区第一中学区十一番小学千代田学校』が現地に移転し使用したことに始まる。『東京市立千代田小学校』と校名変更を行い、校舎は火災に強いモダンな復興小学校として建設された。
後に神田区にあった桜池小学校との合併で千桜小学校が開校となり、市立千代田小学校は廃校となる。
その後昭和に『東京都中央区立久松中学校』が現地にて新設開校。全日本橋地域内の中学校を合併し1974年『東京都中央区立第四中学校』が開校し現在に至る。
この地に教育施設を設けた千代田小学校時代から数え、最も新しい校舎は三代目（2029年度完成予定）ということになる。
日本橋中学校の校庭および緑地部分を含めた『中央区立千代田公園』は、前記の『市立千代田小学校』に由来するものである。

### 沿革
- 1962年（昭和37年） 浜町中学校･有馬中学校が統合し、(旧)日本橋中学校開校。
- 1974年（昭和49年）4月 久松中学校･(旧)日本橋中学校･紅葉川中学校の3校が統合し久松中学校だった地に中央区立第四中学校が新設開校。同時に市立千代田小学校時代から使用していた一代目東日本橋校舎を取り壊し、二代目校舎が建造される。
- 1991年（平成3年）6月 第四中学校より現校名の日本橋中学校に変更。 新校名披露式典､校名碑除幕式開催さる｡
- 2025年（令和7年）8月30日および8月31日 卒業生や関係者を迎えて、校舎のお別れ会『最後の登校日』が催される。その後二代目東日本橋校舎が解体予定。

## 東京市立千代田小学校・千代田公園
復興小学校として整備された際に千代田公園として開園。当時の千代田小学校所縁のものが、「御臨幸記念碑」と日本橋中学校から東日本橋交差点を横断する特別区道の御幸通りである。千代田小学校が戦時中の混乱により廃校となり、校舎が建て替えになっても、千代田公園と御臨幸記念碑」と御幸通りは残り続ける。シンボルツリーは大きな桜の木で三代目校舎新整備の際も植え替えで残る予定である。
市立千代田小学校は辛うじて、千代田公園という形で名前が残ってはいるが、「千代田小学校」の校名が残る碑は確認できない。市立千代田小学校と日本橋中学校の間に存在した東京都中央区立久松中学校に由来する物も、一般住民が見れる場所に碑も含めて何も残されていない。校舎内に沿革の情報の一部として記述があるのと、校旗が飾られていた時期があった。
東日本橋、日本橋横山町、日本橋馬喰町は千代田小学校の学区であった。学区内は奥州街道沿いの大店を多く有する街道町という土地柄で、日本橋地域の中でも裕福な家庭の生徒が多く在籍し、千代田小学校校舎には校庭と隅田川が見渡せる皇室専用のベランダまで設置されていた。
戦後に千代田小学校および千代田幼稚園が廃校廃園後、生徒は東京都中央区立久松小学校と久松幼稚園に吸収合併された。現在、東京都内の小学校の中でも久松小学校が周年式典で皇室の御来校が抜きん出て多いのも、千代田小学校と皇室との繋がりを受け継いだことが一つの要因である。

## 交通
鉄道
- 都営地下鉄浅草線  東日本橋駅 徒歩4分
- 都営地下鉄新宿線  馬喰横山駅 徒歩5分
- JR総武快速線  馬喰町駅 徒歩7分
- JR総武線 (各駅停車)  浅草橋駅 徒歩10分

他に浜町駅、両国駅（JR線）からの通学例もあり。